# Arbon (Szwajcaria)
Arbon − miasto i gmina (Politische Gemeinde) w północno-wschodniej Szwajcarii, w kantonie Turgowia, siedziba administracyjna okręgu (Bezirk) Arbon. Leży nad Jeziorem Bodeńskim.  
Co niedzielę odbywa się tu polska msza w kościele pw. św. Marcina (St. Martin).

## Historia
W III wieku Rzymianie zbudowali tu fort, którego pozostałości znajdują się w pobliżu zamku, zbudowanego w miejscu fortu. W 1515 zbudowany został pałac biskupi.

## Demografia
W Arbonie mieszka 15 177 osób. W 2021 roku 33,7% populacji gminy stanowiły osoby urodzone poza Szwajcarią. 

## Współpraca
Miejscowości partnerskie:
- Binn, Valais
- Langenargen, Niemcy

## Transport
Przez teren miasta przebiegają drogi główne nr 13, nr 451 i nr 474.